# SAF2002
SAF2002とは、白田佳子の提唱する倒産判別分析モデルであり、'Simple Analysis of Failure 2002'の略である。以前のモデルは、単にSAFと呼ばれており、そこでは提唱者の名前である'Shirata Analysis of Failure'も含意していると考えられる。
SAF2002は、わずか4つのパラメータを持つ重回帰式であるが、判別力の高さが検証され実務の世界では、一般化しているといえよう。結果、四季報などにも採用された実績がある。また企業評価モデルとして学位論文などにも引用されている
。また近年の中東では、SAF2002モデルをOhlson Model（オルソンモデル）と対比した論文等が発表されているJouzbarkand et al.(2012)  、Jouzbarkand et al.(2013)  、Abbaskhani（2012） 、 Ghodrati & Moghaddam (2012) 。　さらにSAF2002モデルは、国内での学術論文や、ディスカッションペーパーにおいて企業評価モデルの代替として引用されている　　。また、2021年3月にはコロナウィールス蔓延による経済が下火になる中、SAF2002モデルを用いて分析されたコロナ不況における倒産危機ランキングが東洋経済社より公表されている。

## モデルの概要
SAF2002は、以下の重回帰判別式であらわされる。
{\displaystyle SAF2002=0.01036X_{1}+0.02682X_{2}-0.06610X_{3}-0.02368X_{4}+0.70773}
ここで、
| {\displaystyle X_{1}} | 利益剰余金合計 {\displaystyle /} 総資産 {\displaystyle \times } 100                                                                                  | 総資本留保利益率       |
| {\displaystyle X_{2}} | 税引前当期利益 {\displaystyle /} 総資本 {\displaystyle \times } 100                                                                                  | 総資本税引前当期利益率 |
| {\displaystyle X_{3}} | 棚卸資産 {\displaystyle \times } 12 {\displaystyle /} 売上高                                                                                         | 棚卸資産回転期間       |
| {\displaystyle X_{4}} | {\displaystyle (}支払利息{\displaystyle +}社債利息{\displaystyle +}手形売却損 {\displaystyle )} {\displaystyle /} 売上高 {\displaystyle \times } 100 | 売上高金利負担率       |

である。
また、このモデルの倒産判別点は、0.68とされているが、近年は企業の財務数値が改善したこともあり、上場企業、非上場企業とも敷値は若干高くなる傾向にある。

## モデルの理論的背景
倒産判別モデルは、アルトマン（E. I. Altman）の1968年に発表された研究が嚆矢とされ、このモデルは今日ではアルトマンのZ値と呼ばれている。アルトマンのZ値もSAF2002と同様の重回帰モデルであり、変数選択に当たっては正準判別分析を用いている。アルトマン以降今日まで、日米の倒産判別モデルに関する研究成果は数多く発表されている。モデルは、重回帰式にとどまらず、ロジスティック回帰、ノンパラメトリック、カタストロフィーさらにはブラックショールズモデルなど様々なものが提案されている。
しかし、アルトマンをはじめとするすべてのモデルに共通する欠点は、サンプル数の不足にある。アルトマン自身のモデルでは、倒産・非倒産をあわせて66件のデータからモデルが構築されている。一般的に大量の倒産データの入手はきわめて困難とされている。
一方、SAF2002は、サンプル数のオーダを一挙に2桁程度上げ、9,638件のデータを利用している。このことから実証的には様々な結果を得ることができたと考えられる。
第1に、SAF2002での変数選択では、重回帰判別、正準判別のような線形判別だけではなく、ノンパラメトリックな判別法、またDecision Treeのような人工知能系の変数選択手法を組み合わせている。これは、サンプル数の多さがこのような多様な手法を可能にしていると考えられる。
第2に、モデル構築の過程ではロジスティック回帰を含む多様な非線形モデルとの判別力比較がなされており、それらのいずれも重回帰モデルを凌ぐことがないという点が明らかにされている。非線形モデルは、局所的には高い適合性を示しても多様な局面での適合性を持たないという非線形モデルならではの問題点を明らかにしている。とりわけ2値ロジスティック回帰は元来、倒産・非倒産のような2値モデルを想定したモデルであるが、SAF2002との判別力の差は事実上無いという検証結果が提示されている。
アルトマンのZ値は今日の米国でも高く評価され、また実際に利用されているが、なぜ40年も前のモデルが現代の企業にも適合的であるかについては、アルトマン自身も明らかにできなかった理論的な問題である。SAF2002の研究は、また同時にアルトマンに対する理論的根拠を与えている。

## 実用性
2008年7月にアルトマンは、Z値に基づいて5年以内のGMとフォードの倒産確率は46％程度との見解を示し、それは2009年に入って現実に近づいた。アルトマンはそれ以前にも米国の航空会社の倒産予測を的中させている。
SAF2002ではさらに的確な予測を行った例がある。
1999年の旧SAFモデルでは、倒産企業との比較のために選ばれた1996年度の優良企業として選定した企業の中でソニーと日立だけがなぜかSAF値が芳しいものではなかった。これは当初、SAF値が倒産判別のためのモデルであり、優良企業に対しては若干の問題があるものと認識されたが、現実には、1999年に日立は赤字企業に転落し、ソニーもまもなく業績不振をささやかれるようになった。
SAF2002での分析においては、2005年におけるトヨタ自動車は、優良企業ベスト100にも入らなかった。これも当初は、当時の経済情勢から考えて日本の企業には優良企業がたくさんあるのだという解釈がなされたが、2008年に同社は赤字に転落した。
これらの結果から判断すれば、SAF2002は企業格付けにも十分な実効性のあるモデルであると考えられる。なお、ネット上の多くの投資サイトや、学術論文において引用されているだけでなく、
財務省財務総合政策研究所研究員によるディスカッションレポート等にも引用されている。
なお、SAF2002モデルが当初開発された2000年から直近の2016年までの間のSAF値の閾値の全格付けの変動については、新刊本に明細が記載されている。
SAF2002に基づく格付け基準は以下のように定義されている。
| S&P 格付け | SAF 格付け | SAF2002                   |
| ---------- | ---------- | ------------------------- |
| AAA        | AA         | 1.53900 以上              |
| AA+        | A          | 1.53900未満～1.18717以上  |
| AA         | A          | 1.53900未満～1.18717以上  |
| AA-        | A          | 1.53900未満～1.18717以上  |
| A+         | BB         | 1.18717未満～0.75261以上  |
| A          | BB         | 1.18717未満～0.75261以上  |
| A-         | BB         | 1.18717未満～0.75261以上  |
| BBB+       | B          | 0.752611未満～0.41490以上 |
| BBB        | B          | 0.752611未満～0.41490以上 |
| BBB-       | B          | 0.752611未満～0.41490以上 |
|            | C          | 0.41490 未満              |